# لجين إسماعيل
لجين إسماعيل (10 أبريل 1987)  ،   ممثل سوري أشتهر بتأديته لشخصية امير المؤمنين معاوية بن ابي سفيان رضي الله عنه في مسلسل معاوية ويقيم في دمشق العاصمة السورية   

## دراسته وإنطلاقته
ولد لجين جمال إسماعيل في مدينة قامشلي وعاش وترعرع في مدينة كسب التابعة لمحافظة اللاذقية ، وتخرج من المعهد العالي للفنون المسرحية بدمشق عام 2014 ، حاز على درجة الشرف في المعهد في سنته الثالثة وتفوق على دفعته طوال السنوات الأربع لدراسته ، وأشتهر بتأديته لشخصية الملازم جعفر في الفيلم السوري رد القضاء للمخرج السوري نجدة إسماعيل أنزور عام 2016.، وقد تحدث في مقابلة مع وكالة سانا قائلا: «شاركت حتى الآن في عملين تلفزيونيين هما زوال وأحمر الأمر الذي منحني ثقة كبيرة يحتاجها أي خريج جديد من المعهد العالى للفنون المسرحية دون أن نغفل حجم المسؤولية التي تلقى على عاتق ممثل شاب لدى انخراطه في الوسط المهنى والانطلاق نحو أدوار تمثيلية جديدة»

## أعماله

### التلفزيون
- مقامات العشق - بدور  محي الدين بن عربي .
- دنيا. الجزء الثاني[2]
- دامسكو.
- أحمر[3]
- الندم.
- "مسلسل زوال". [4]
- وحدن.
- عن الهوى والجوى (سداسيه دقة قلب).
- مقابلة مع السيد آدم.
- خريف العشاق.
- معاوية.
- وثيقة شرف
- تحت الأرض موسم الحار
- آسر

### السينما
- رد القضاء.
- مسافرو الحرب.
- ماورد[5]
- الحرائق[5]
- وعد شرف[5]
- قهوة سخنة.
- زينة.
- دم النخل.
- "فلم نجمة الصبح".

### المسرح
- الملك لير «مشروع تخرج».
- الفردوس.
- اختطاف.[6]
- كأنو مسرح.[7]
- فابريكا.